# Karol Wittelsbach (Pfalz-Zweibrücken-Birkenfeld)
Karol I Wittelsbach (ur. 4 września 1560 w Neuburg an der Donau, zm. 16 grudnia 1600 w Birkenfeld) – hrabia palatyn i książę Palatynatu-Zweibrücken-Birkenfeld.
Syn księcia Palatynatu–Zweibrücken Wolfganga i Anny Heskiej. Jego dziadkami byli: Ludwik II i Elżbieta Heska oraz landgraf Hesji Filip i Krystyna księżniczka saksońska.
Po śmierci Wolfganga w 1569 roku, jego ziemie zostały podzielone między jego pięciu synów. Filip Ludwik otrzymał Palatynat-Neuburg, Jan Palatynat–Zweibrücken, Otto Henryk Palatynat-Sulzbach, Fryderyk Palatynat-Zweibrücken-Vohenstrauss-Parkstein a Karol Wittelsbach Palatynat-Zweibrücken-Birkenfeld.
23 lutego 1586 roku ożenił się z Dorotą, córką księcia Lüneburga-Celle Wilhelma Młodszego (1570-1640), para miała czwórkę dzieci:
- Jerzego Wilhelma (1591-1669) – hrabiego palatyna i księcia Palatynatu-Zweibrücken-Birkenfeld
- Zofię (1593-1676) – żonę księcia Krafta VII von Hohenlohe-Neuenstein-Weikersheim
- Fryderyka (1594-1626)
- Christiana (1598-1654) – hrabiego palatyna i księcia Palatynatu-Birkenfeld-Bischweiler